# Lukáš Sommer
Lukáš Sommer (* 11. ledna 1984 České Budějovice) je český kytarista a hudební skladatel.

## Život
Lukáš Sommer je přední osobnost mladé skladatelské generace. Jeho tvůrčí záběr zahrnuje jak hudbu klasickou, tak častou aranžérskou činnost a v neposlední řadě je autorem unikátního kytarového recitálu. Jako kytarista pravidelně koncertuje u České republice i v zahraničí. Od roku 1998 studoval na Konzervatoři České Budějovice kytaru ve třídě prof. Vilmy Manové a kompozici ve třídě prof. Jiřího Churáčka. V roce 2003 studoval jeden rok ve třídě prof. Věroslava Neumanna na Pražské konzervatoři. V roce 2009 zakončil studium skladby na Akademii múzických umění v kompoziční třídě prof. Ivana Kurze. 
Je autorem hudby orchestrální, komorní, vokální a instruktivní. Vedle pravidelných uvedení na domácí scéně zazněla jeho hudba v Tokiu, Amsterdamu, Paříži, Vídni, Torontu, Soulu, Bratislavě, Selbu či Bremerhavenu. Jeho partitury pravidelně vycházejí v nakladatelstvích Kopp edition, Talacko edition a Nakladatelství ČRo. Sommer je též vyhledávaným aranžérem populární a filmové hudby, pracuje pro české i světové prestižní agentury.[zdroj?]
Spolupracoval se skladatelem a producentem Ondřejem Soukupem, skupinou Nezmaři, Annou K, Karlem Maříkem. V roce 2012 založil aranžérskou divizi Tone.Point, se kterou realizoval některé mezinárodní projekty pro indický, americký a čínský trh. V roce 2011 napsal na objednávku festivalu Pražské Jaro flétnový koncert Dopis otci, stal se tak nejmladším osloveným autorem festivalové historie. Jeho manželkou byla hudební skladatelka Marie Sommerová, se kterou má syna Matyáše a dceru Julii. 

## Výběr ze skladeb
- Judita – koncertantní symfonie pro varhany a smyčcový orchestr (2014), prem. Besední dům Brno, Komorní orchestr Bohuslava Martinů, dir. Jan Kučera, Kateřina Málková – varhany
- Balábile – smyčcový kvartet č. 2 (2013), prem. Sedláčkovo kvarteto, sál Martinů
- Píseň o Viktorce – smyčcový kvartet č.1 (2012), prem. Sedláčkovo kvarteto, sál Martinů
- Déjavu – in memoriam Maurice Ravel (2012), prem. Michal Sedláček
- Xcape – klavírní trio (2012), prem. Alea trio, Lucembursko
- Dopis otci – koncert pro flétnu a orchestr (2009-11) – prem. 2012 na festivalu Pražské Jaro
- Ela, Hela a stop – komorní jednoaktová opera na text Václava Havla (2009) – prem. 2010 divadlo Disk, Ensemble Opera Diversa
- Souvrať – písně na texty Víta Slívy (2009) – prem. 11. 11. 2009, Mezinárodní pěvecká soutěž Antonína Dvořáka, Josef Škarka – baryton, Cena ČRo
- Johanka z Arku – orchestrace muzikálu O. Soukupa a G. Osvaldové (2009) – prem. 23. 9., Bára Basiková, Ondřej Ruml, Kamil Střihavka, smíšený sbor Cantus, Filharmonie Bohuslava Martinů, dir. Stanislav Vavřínek
- Ostny v závoji (2008) – prem. 16. 3. 2009, Dvořákova síň Rudolfina, SOČR, Kühnův smíšený sbor, Filip Sychra – recitátor, Michal Hanuš – varhany; Jiří Malát – dir., nahráno Čro
- Koncert pro harfu a orchestr (2008) – prem. 29. 10. 2008, Stadttheater der Seestadt Bremerhaven, Jana Boušková – harp, conductor Stephan Tettzslaff, nakl. Čro
- Por caminos de Sagunto (2008) – prem. 7. 9. 2009, festival La Guitarromanie, Petra Poláčková – kytara, nakl. Talacko Edition
- Jitřní fantasie pro flétnu a harfu (2007) – prem. 17. 12. 2007, Jan Ostrý – flétna, Jana Boušková – harfa, Zámek Štiřín, nakl. Talacko Edition
- Labyrint – sonáta pro cembalo (pocta Freudovi) (2006) – prem. 22. 11. 2006, Monika Knoblochová – cembalo, Galerie Lichtenštejnského paláce v Praze, nahráno ČRo
- Díkuvzdání – symfonie č. 1 pro varhany a symfonický orchestr (2006) – prem. 15. 11. 2007, Dvořákova síň Rudolfina, Michal Hanuš – varhany, filharmonie Hradec Králové, dir. Andreas Sebastian Wieser, nakl. Čro, nahráno Čro
- Slunce – evokace pro kytaru a live-electronics (2006) – prem. 21. 11. 2007, ROXY – NoD, oceněno v soutěží ProGuitare 2007
- Pastýř – obraz pro klavír a komorní orchestr (2006) – prem. 11. 1. 2007, Veronika Böhmová – klavír, Jihočeská Komorní Filharmonie, Stanislav Vavřínek
- Sonatina giocosa pro flétnu a klavír (2005) – prem. 19. 11. 2007, Dny Soudobé Hudby 2007; Jan Ostrý – flétna, Luděk Šabaka – klavír, nahráno ČRo
- Pět charakteristických kusů pro hoboj a klavír (2005) – prem. 26. 9. 2006, Jan Thuri a Shoko Shimomura, Mezinárodní Dechové Kurzy v Teplicích, nahráno ČRo (Vilém Veverka, Daniel Wiesner)
- Tři dětské kousky pro zobcovou flétnu a klavír (2005) – nakl. Kopp
- Soucestí – věta pro hoboj a smyčcové trio (2005) – prem. 12. 12. 2005, Thuri- ensemble, Sál Martinů – Praha, nakl. Talacko Edition, nahráno ČRo, oceněno v soutěži Generace 2006
- Fantasia bucolica per clarinetto, silofono ed archi (2005) – prem. 8. 3. 2006, Zdenek Zavičák, Jihočeská Komorní Filharmonie, Stanislav Vavřínek, nakl. ČRo
- Monolit – Koncert pro dechový orchestr a bicí nástroje (2004) – 11. 11. 2006, Dechový orchestr Konzervatoře České Budějovice, Concerto Bohemia – palác Žofín, nahráno Čro, záznam 23. 12. 2006 Čt2

## Autorský kytarový recitál
Od roku 2009 se Sommer věnuje pravidelné koncertní činnosti v České republice i v zahraničí. Jeho autorský kytarový recitál zahrnuje jak skladby historizující, tak progresivní. Pro svou všestrannost je Sommer často zván na mezioborové akce s prvky hudebního divadla, improvizace, propojení slova a hudby.

## Ocenění
- Generace 2005 (Sonáta pro housle a klavír)
- Generace 2006 (Soucestí – věta pro hoboj a smyčcové trio)
- Proguitar 2006 (Slunce – evokace pro kytaru a live-electronics)
- Cena ČRo 2009 (Souvrať – písňový cyklus na slova Víta Slívy)